# Эмпирей

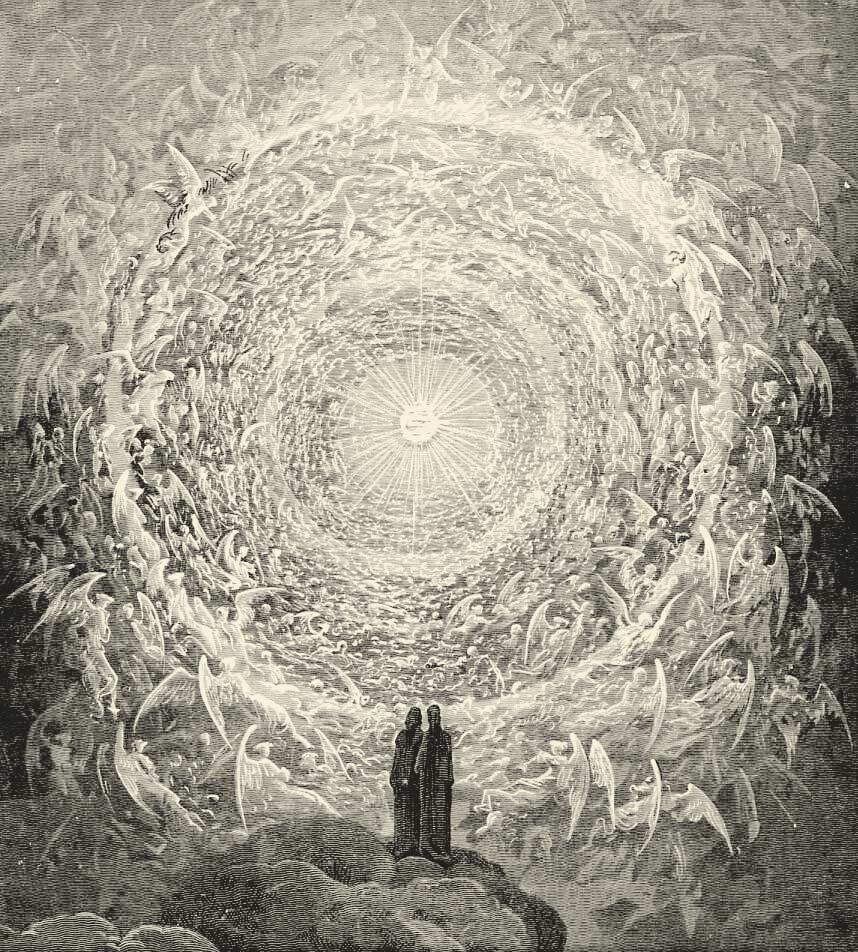
Данте и Беатриче смотрят на самые высокие небеса. Иллюстрация Гюстава Доре к «Божественной комедии»

Эмпире́й, также Эмпиреи (от др.-греч. ἔμπυρος — огненный) — в античной натурфилософии одна из верхних частей неба, наполненная огнём.
В схоластике Фомы Аквинского эмпирей (лат. Empyreum) — это изначальное светлое и пламенеющее (лат. igneum) небо (лат. caelum), сотворенное на первый день. Упоминая это небо, Фома ссылается на Страбона. Эмпирей населён ангелами и противопоставлен низшему звездному небу (лат. caelum sidereum), сотворённому в последующее время.

## В литературе
В «Божественной комедии» Алигьери Данте, эмпирей — бесконечная область, населённая душами блаженных, созерцающих Бога.